# Parc mémorial Shōwa
Le parc mémorial commémoratif Shōwa (国営昭和記念公園, Kokuei Shōwa Kinen Kōen) est un « parc gouvernemental national » situé à Akishima et Tachikawa au Japon.
Il est ouvert en 1983 dans le cadre des festivités organisées à l'occasion du jubilé d'or de l'empereur Shōwa.
Des vélos peuvent être loués dans le parc, qui comprend un sentier de randonnée cycliste de 11 kilomètres avec aires de stationnement à tous les endroits. Il existe aussi un barbecue en plein air.

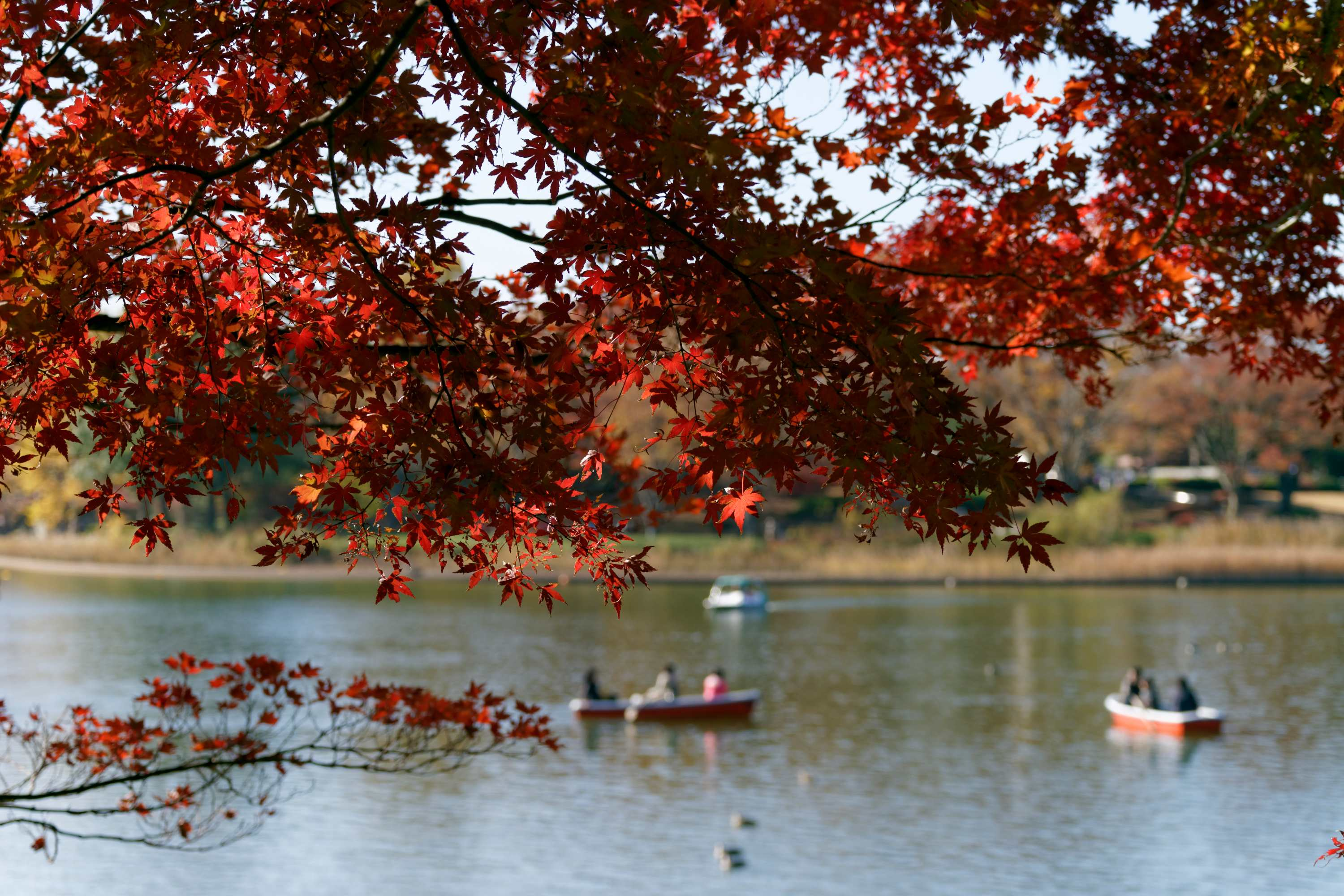
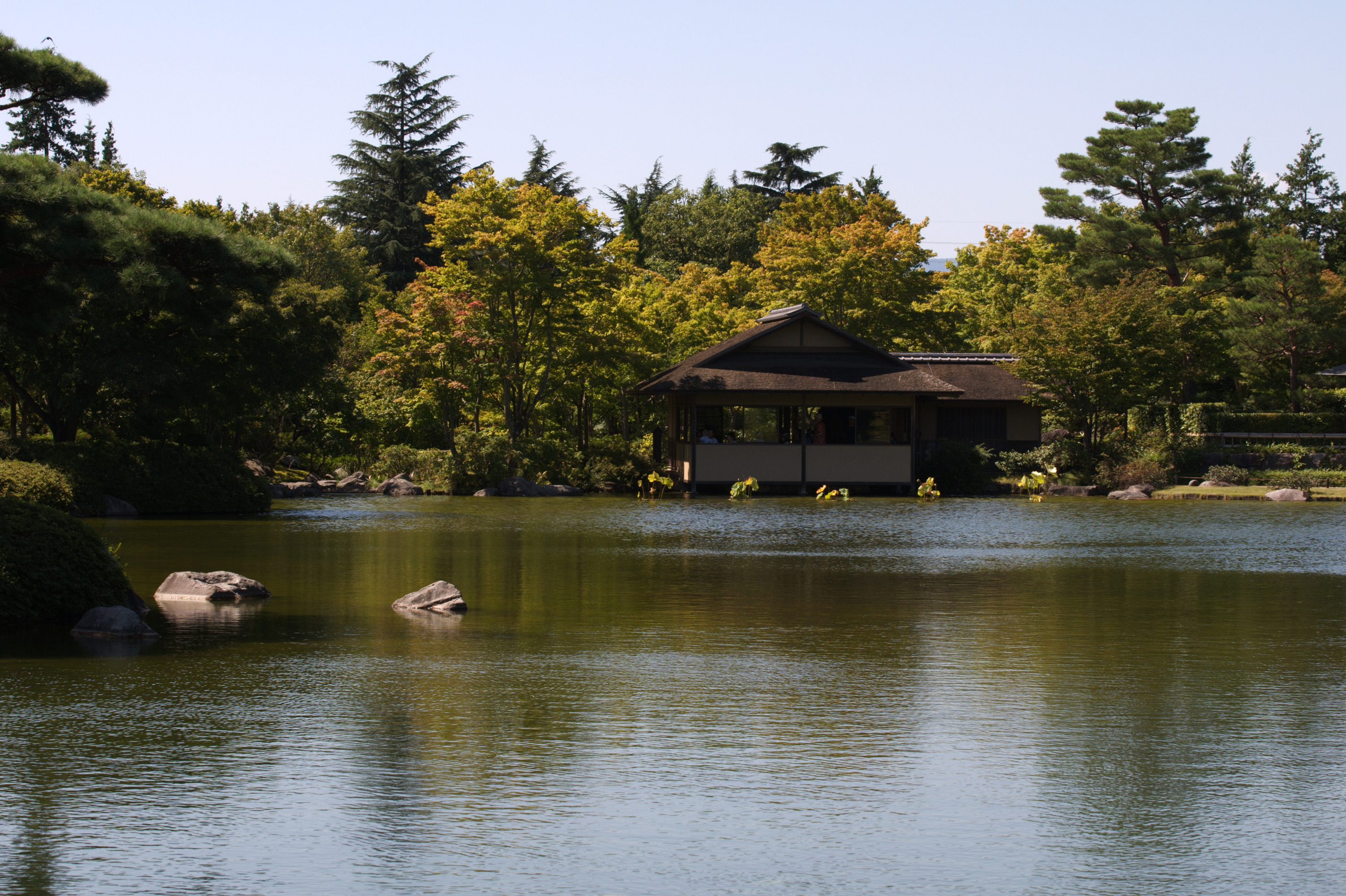
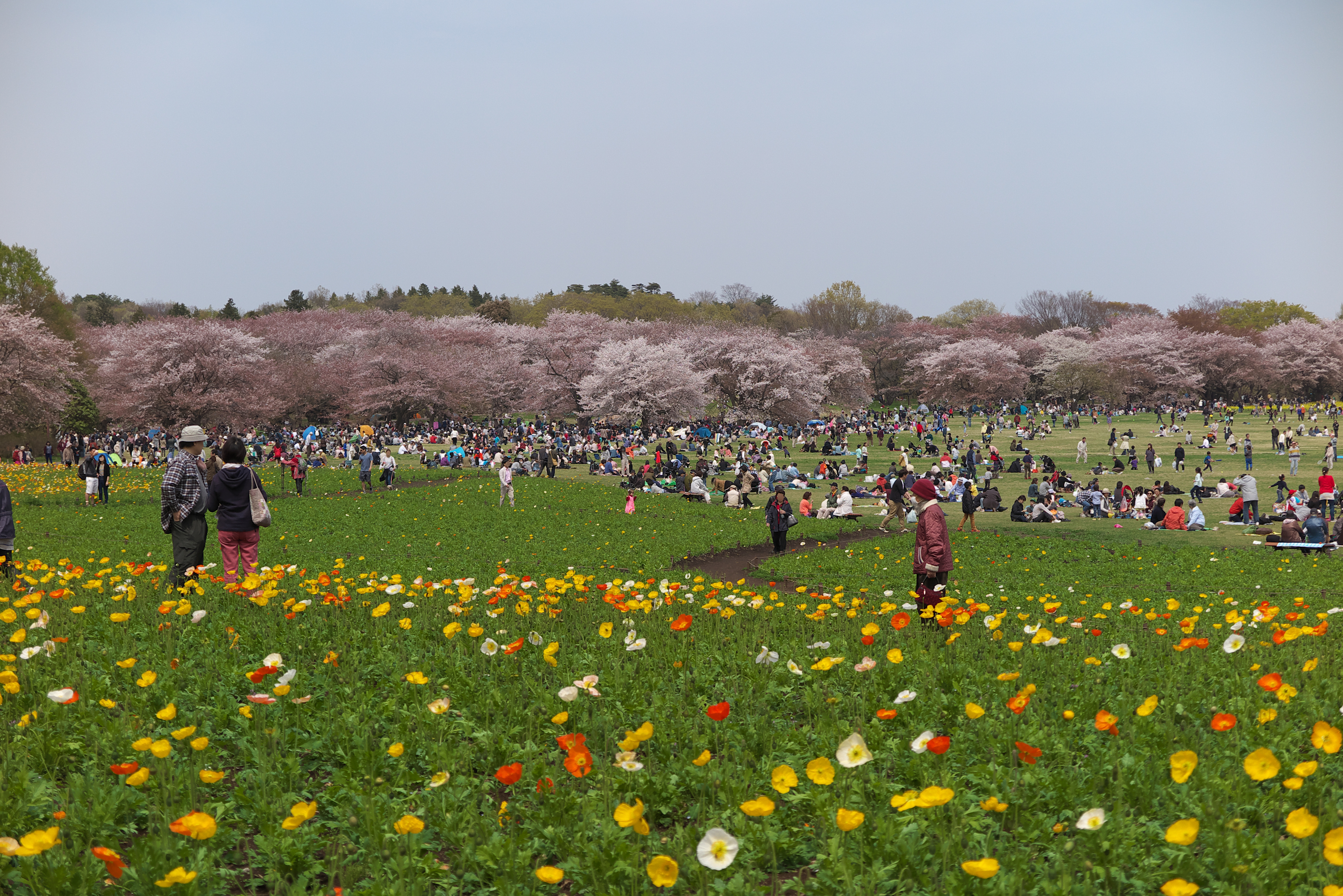
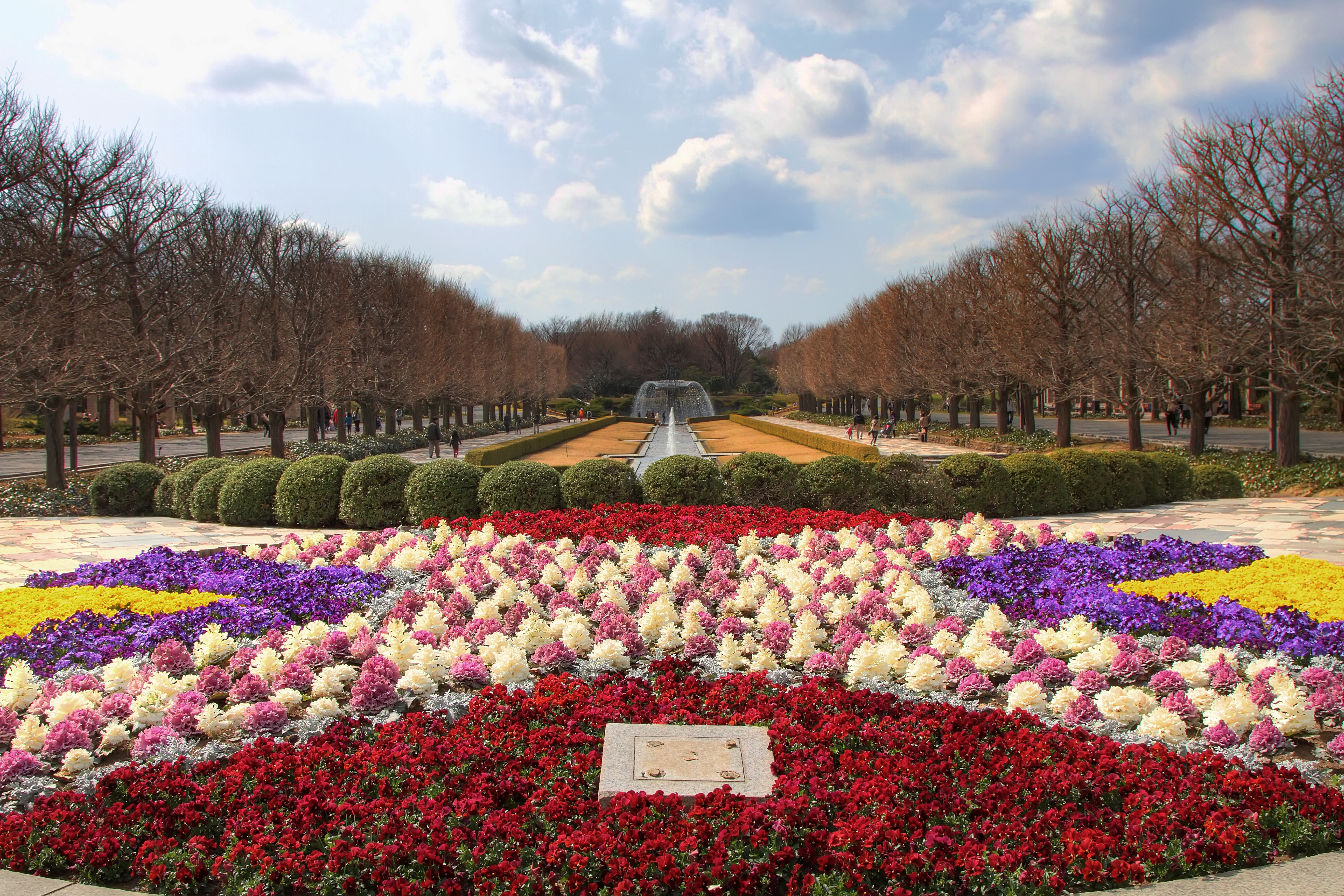
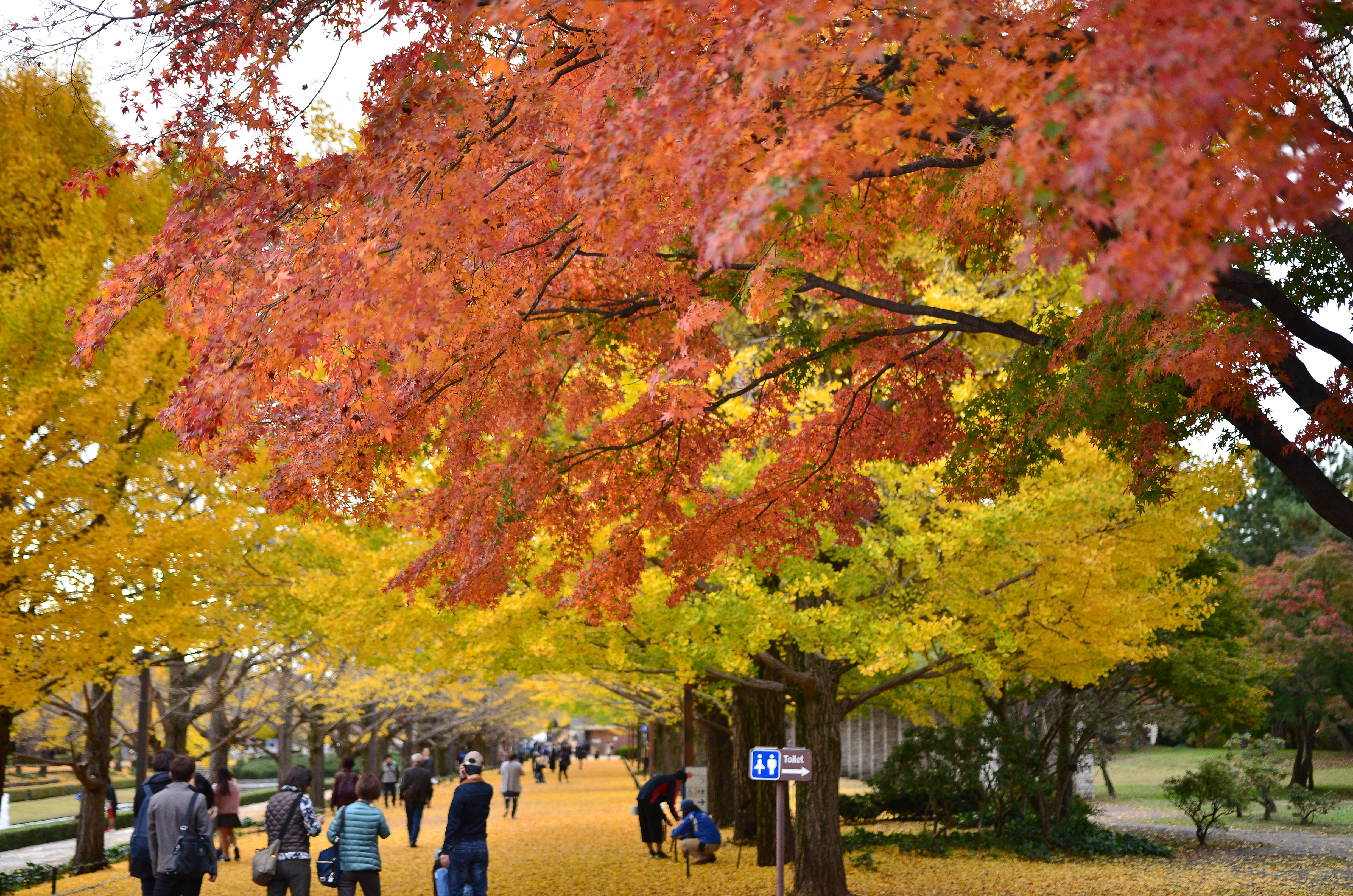
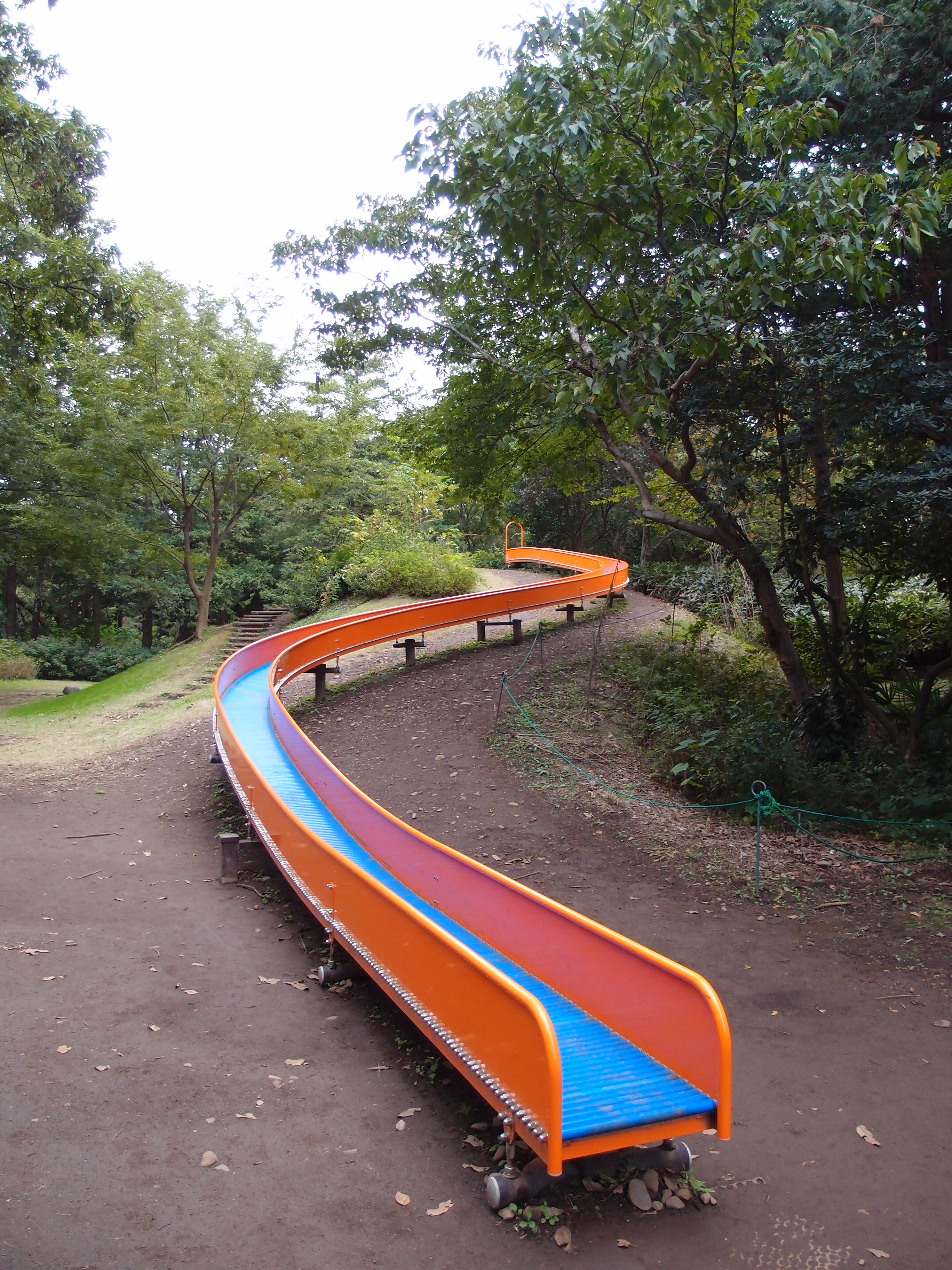
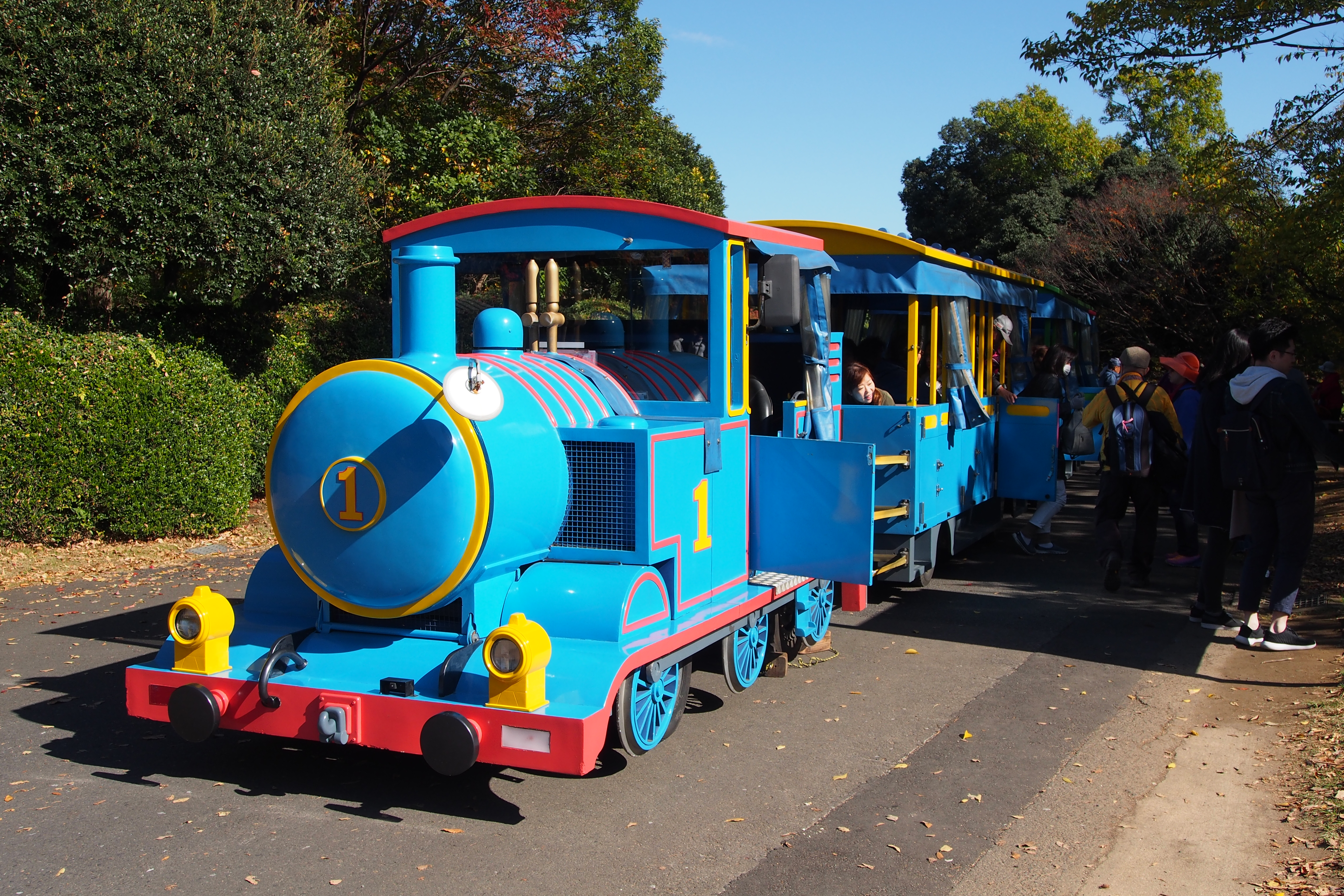
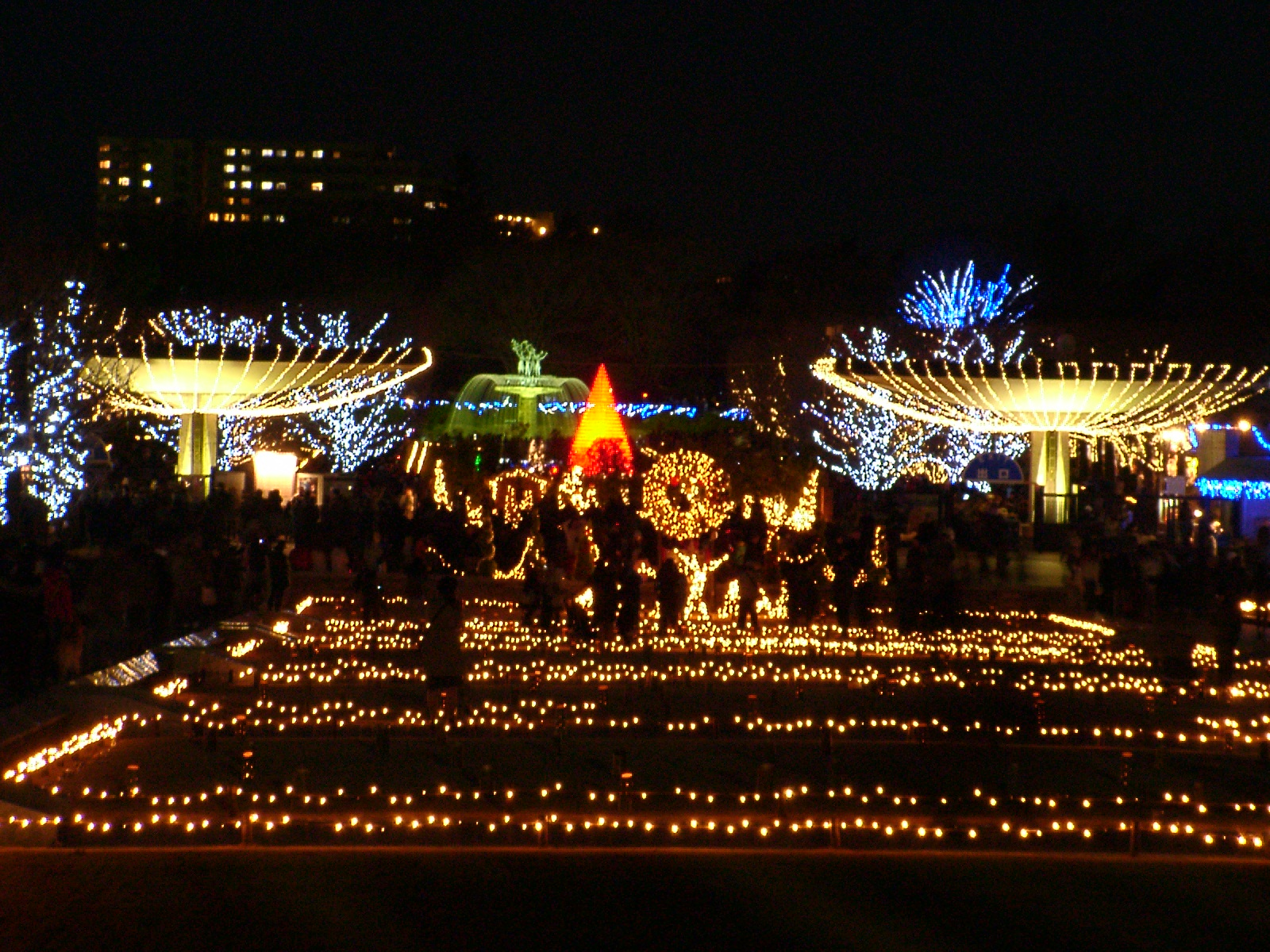

## Source
- (en) Cet article est partiellement ou en totalité issu de l’article de Wikipédia en anglais intitulé « Showa Memorial Park » (voir la liste des auteurs).